# Vatilieu
Vatilieu là một xã thuộc tỉnh Isère, trong vùng Rhône-Alpes ở đông nam nước nước Pháp. Xã này nằm ở khu vực có độ cao trung bình 560 mét trên mực nước biển. Theo điều tra dân số năm 1999 của INSEE, xã có dân số 339 người.